# John Deere MC
John Deere MC è un trattore agricolo statunitense a cingoli prodotto tra il 1949 e il 1952. L'MC è stato il primo trattore cingolato prodotto e progettato dalla John Deere. Utilizzava un motore bicilindrico a carburazione raffreddato ad acqua della potenza di 21 CV cilindrata 1660 cm3. Aveva un cambio a 4 marce e velocità massima di 9,6 km/h. Fu prodotto in oltre 6000 esemplari.